# Shahrestān-e Āstāneh-ye Ashrafīyeh
Shahrestān-e Āstāneh-ye Ashrafīyeh (persiska: شهرستان آستانه اشرفيه, آستانه اشرفيه) är en delprovins (shahrestan) i Iran.   Den ligger i provinsen Gilan, i den norra delen av landet, 220 km nordväst om huvudstaden Teheran.
Delprovinsen hade 108 130 invånare 2016.